# Julius Jr
Julius Jr. è una serie televisiva animata prodotta da Saban Brands e BrainPower Studio e trasmessa negli Stati Uniti dal 29 settembre su Nick Jr. e in Italia dal 23 giugno 2014 su Disney Junior e Frisbee.

## Trama
I centri di serie intorno Julius Jr., una scimmia con un debole per l'invenzione. Insieme ai suoi amici, Preoccupazione Orso, Sheree, Clancy, e Ping, costruiscono un teatro di una semplice scatola di cartone. Ma quando camminano dentro, con loro grande sorpresa e gioia, scoprono che gli oggetti ordinari magicamente prendono vita e mirabolanti avventure sono solo una porta di distanza.
Alla fine di ogni episodio, una canzone originale è descritto. La canzone mostra salienti dell'episodio indicato.

## Personaggi e doppiatori
- Julius Jr.: doppiato in originale da Elizabeth Daily e in italiano da Andrea Oldani[4]